# Чучук Стана
Чучук Стана (око 1795 — 1849) је била друга жена Хајдук Вељка. О њеном животу писао је Јован Ђорђевић у делу „Чучук-Стана“ (1884).

## Детињство
Чучук Стана се родила око 1795. године у месту Сиколе, крај Неготина, у породици досељених Херцеговаца. Имала је две сестре, Стојну и Стамену, а доста касније је добила и брата Михајла. Иако су јој родитељи живели у Неготину, школу је завршила у Белој Цркви. По очевој жељи све три сестре су у младости носиле мушку одећу, јер нису имале брата. Стана је била мала и крхка, због чега је и добила надимак чучук.

## Брак са Хајдук Вељком
Са Хајдук Вељком се упознала у кући неготинског проте 1812. године. Пришла му је и дрско запитала: „Зар твоји момци не знају Турке убијати, него девојачке дарове красти?“ Вељко је застао збуњен, јер са њим ниједна жена тако није разговарала. Брзо су му објаснили да су његови момци похарали неколико села и грешком однели и девојачку спрему оне која је стајала пред њим. Затим ју је Вељко даровао даровима и запросио речима „Сада сам те ја даровао, сада си моја!“.
Чучук Стана је била много драга Хајдук Вељку. За Чучук Стану се везују многе приче укључујући и оне да се са Вељком тукла против Турака, бранила Неготин и да је чак четири ране у тим борбама задобила: две на нози, једну на рамену, а једну, направљену турским јатаганом, на потиљку. Пушком је баратала као прави ратник, сваку мету погађала је са огромном прецизношћу, а у седлу била сигурна и вешта.
Хајдук Вељко је погинуо 1813. године, а он и Стана нису имали деце. После Хајдук Вељкове погибије, избегла је и живела у Панчеву.

## Брак са капетаном Јоргаћем
После смрти Хајдук Вељка, Стана се удала за другог чувеног јунака, грчког капетана Јоргаћа. Капетан Јоргаћ је био један од вођа Хетеристичког устанка у Грчкој. Заједно са њим је прешла да живи прво у Влашку, а након покушаја Турака да их ликвидирају, прешли су у Букурешт.
Чучук Стана и капетан Јоргаћ су добили троје деце: Милана, Александра и Јевросиму. То је био основни разлог да пређу у Русију, а затим у Хотин. Ту су се налазиле и групе српских устаника. После избијања устанка Хетериста 1821. године, међу којима је било и Срба, капетан Јоргаћ се са својих 480 сабораца сместио у манастиру Секу, у северној Молдавији. У току ратних операцијa били су опкољени јединицама турске војске. Излаз су нашли у самоубилачком паљењу барута и експлозива. Заједно са Хетеристима у ваздух су одлетели и Турци.

## Каснији живот
Чучук Стана се више није удавала. Године 1842. преселила се у Атину, заједно са децом, сањајући о повратку у Србију. Није га, међутим, дочекала. Преминула је 1849. године. Сахрањена је негде у Атини... Не зна се где.

Много након њене смрти, београдске „Мале старе новине“ објавиле су следеће речи:
„Зна се за гробове њених синова јер су обележени крстовима и плочама, а док јој је кћерка живела, знало се и за Станин гроб, јер је кћерка сваке године обнављала гробове своје браће и мајке, али, како је кћерка умрла, зарастао је гроб Чучук-Стане, који се налази покрај гробова њених синова, па на њему нема ни обележја, и прешао је у заборавност, јер Стана нема овде никога од рода, а о њену патриотизму и пожртвовању мало се овде водило рачуна док је она живела. Знам да ће ово интересовати српски свет, и вредно је да се прибележи.“